# La Rioja existe
«La Rioja existe» es una canción del grupo folk Carmen, Jesús e Iñaki, grabada en el año 1977 y que forma parte del primer álbum del grupo, De lunes a sábado. Se convirtió en un himno en el proceso de la Autonomía de La Rioja, aunque nunca fue la pretensión del grupo.

## Historia
La canción se grabó en 1977, en pleno auge de la reivindicación de autonomía para La Rioja, llegando a ser un símbolo de la misma, acompañando su interpretación en la presentación de la nueva bandera autonómica, en la celebración del primer Día de La Rioja y en todas las manifestaciones reivindicativas de aquella época.
En 2017 Juancho Ruiz El Charro produce, y remasteriza La Rioja existe cantando con Jesús Vicente, Ángela Muro, Chema Purón  y Teo Echaure una nueva versión .